# Emma Geniušienė
Emma Geniušienė (* 11. Februar 1938 in Korsakow, Oblast Amur) ist eine litauische Sprachwissenschaftlerin.

## Leben
Geniušienė absolvierte 1960 ihr Studium an der Leningrader Universität. 1984 promovierte  sie. Von 1967 bis 1993 arbeitete Geniušienė an der Universität Vilnius, seit 1987 als Professorin.

## Publikationen
- The Typology of Reflexives. Mouton de Gruyter, Berlin 1987. Neuausgabe: 2011, ISBN 978-3-11-010677-0.
- Lithuanian grammar. Baltos lankos, Vilnius 1997. ISBN 9986-813-22-0.
- Рефлексивные глаголы в балтийских языках и типология рефлексивов. ВГУ, Вильнюс 1983.
- The passive voice in English. VVU, Vilnius 1977.